# Вирје Крижовљанско
Вирје Крижовљанско (хрв. Virje Križovljansko) је насеље у Хрватској, у саставу општине Цестица, Вараждинска жупанија.

## Становништво
Према попису становништва из 2001. године насеље је имало 262 становника и 75 породичних домаћинстава.